# Charles Stuart Calverley
Charles Stuart Calverley, född 22 december 1831 och död den 17 februari 1884, var en brittisk författare och översättare.  
Calverley vann stor popularitet genom formfulländade och kvicka, oftast satiriska tillfällighetsdikter, som inleder en lång serie humoristiska skildringar av engelskt studentliv. En utgåva av hans samlade dikter utgavs 1901.
Han översatte den latinska kyrkohymnen Praecursor altus luminis till engelska. Den ursprungliga texten är diktad av Beda venerabilis (Beda den vördnadsvärda) för Johannes Döparens dag. I The English Hymnal with Tunes har den engelska versionen, Hail, harbinger of morn, nr 225.